# 2 (Vagabond-album)
 For alternative betydninger, se 2 (flertydig). (Se også artikler, som begynder med 2)
2 er et album med dansebandet Vagabond. Albummet blev udgivet den 9. marts 2012.

## Trackliste
1. Hallo Hallo
2. Får jeg være med deg hjem i kveld?
3. Hva om det er meg?
4. Alt rant ut i sand
5. Sjømann Per
6. Alt du hadde på var en radio
7. Dagdrømmer
8. Fly
9. Jenta med det lange lyse håret
10. Gamle venn
11. Forelska igjen
12. Frydenlund
13. Pull the Trigger
14. Brand New Bop
15. Fem minutter i himmelen